# Marmon-Herrington CTLS
Marmon-Herrington CTLS — американский лёгкий танк, выпускавшийся фирмой Marmon-Herrington в начале Второй мировой войны преимущественно на экспорт. Танк классической компоновки с экипажем из двух человек.
Бо́льшая часть танков была выпущена по заказу администрации Голландской Ост-Индии. Ограниченно применялся Королевской голландской ост-индской армией во время военной операции в Голландской Ост-Индии, американскими войсками во время Алеутской операции и вооружёнными формированиями Индонезии в первые годы независимости.

## История разработки

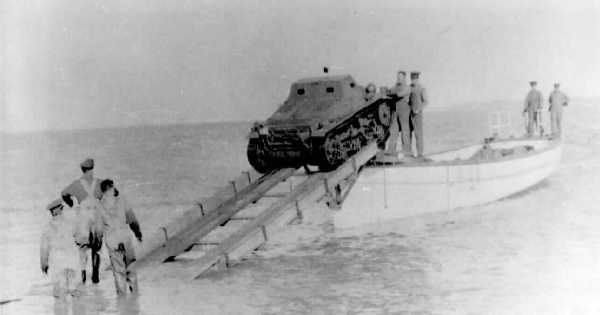
Испытания CTL-3

Изначально машина разрабатывалась как лёгкий плавающий танк по заказу Корпуса морской пехоты США. В 1939 году эти танки были отвергнуты, но после нападения на Перл-Харбор их стали производить на экспорт и использовать в качестве резервного лёгкого танка.
В середине 1930-х годов морской пехоте США потребовался лёгкий танк, который можно было бы использовать в десантных операциях. После испытаний плавающих танков Кристи компания Marmon-Herrington изготовила лёгкий безбашенный танк с пулемётом M2 калибра 12,7 мм и двумя пулемётами M1919 калибра 7,62 мм. Этот танк стал первым лёгким танком, отвечавшим требованиям морской пехоты США. Боевая машина, имевшая экипаж из двух человек (водитель и стрелок) и броню толщиной до 0,5 дюйма (12,7 мм), получила название Combat Tank Light 3 (CTL-3). Все три пулемёта устанавливались на шаровых установках в лобовой части корпуса.
В 1936 году для испытаний были изготовлены пять прототипов. Ещё пять были произведены в 1939 году. Испытания продолжались до 1940 года, после чего Корпус морской пехоты счёл их устаревшими и использовал только для обучения.
В 1939 году администрация Голландской Ост-Индии подписала с фирмой Marmon-Herrington контракт на поставку к 1 января 1943 года 234 танков CTLS-4, 194 танков CTMS-1 и 200 танков MTLS-1. Для этого заказа были разработаны модели CTLS-4TAC и CTLS-4TAY, которые отличались от предыдущих только наличием пулемёта во вращающейся башне. Модель CTMS-1TB1 отличалась наличием 37-мм пушки в башне большего размера. В модели MTLS-1G14 в башне было размещено целых две пушки калибра 37 мм.

## Применение

### В США
Небольшое количество танков использовалось 1-й танковой и 1-й разведывательной ротами Корпуса морской пехоты США до войны. Некоторые из них были размещены на Западном Самоа. Ни один из этих танков не участвовал в боевых действиях. После атаки на Перл-Харбор Комитет по артиллерийскому вооружению решил, что несколько CTLS-4TAC и 4TAY будут переданы армии США и использованы на Аляске и в Алеутской операции. В мае 1943 года они использовались вместе с частями 7-й пехотной дивизии при штурме острова Атту. Эти танки впоследствии получили обозначение Light Tank T16 и Light Tank T14.

### В Голландской Ост-Индии и Индонезии
Во время операции в Голландской Ост-Индии небольшое количество танков, которые успели доставить, использовалось Нидерландами (а именно KNIL). 20 января 1942 года судно с первой партией из 25 танков село на мель около порта Таджунг-Приок. Танки удалось доставить на берег, но большинство из них было повреждено. Исправными были только 7 машин, которые были включены в состав мобильного отряда KNIL (Mobiele Eenheid KNIL). 2 марта 1942 года в районе города Субанг в округе Куниган мобильный отряд вступил в бой с частями 230-го пехотного полка Японии. В результате четырёхчасового боя было потеряно 13 танков (из которых 5 были CTLS-4). После оккупации Голландской Ост-Индии японцы вновь ввели в строй 12 танков CTLS-4.
Кроме того, танки применялись и самой Индонезией в первые годы независимости. После войны индонезийская армия использовала несколько захваченных японских машин. Этот тип танков оставался на вооружении до 1949 года и использовался во время войны за независимость Индонезии.

### В других странах
Танк поставлялся также голландским войскам в Голландской Гвиане. Для защиты нефтеперерабатывающих заводов, расположенных здесь, было начато формирование моторизованной бригады (Gemotoriseerde Gemengde Brigade). На её укомплектование было направлено 28 CTLS-4TAC/TAY, 26 CTMS-1TB1 и 20 MTLS-1G14 из заказанных для Голландской Ост-Индии.
149 танков, поставленных в Австралию, применялись для обучения. Всего в Австралию было перенаправлено 102 танка с Явы. Кроме того, «было получено ещё 47 танков с бывших кораблей-беженцев». 20 апреля 1942 года штаб 1-й австралийской бронетанковой дивизии сообщил, что каждому из трёх полков её 2-й бронетанковой бригады, находившейся в то время в Пукапуньяле, должно быть выдано по восемь танков CTLS-4. 24 апреля дивизии передали 20 танков.
Планировалась также поставка по ленд-лизу в Китай. Было выпущено 240 танков CTLS-4, но китайское командование отказалось от них, и они остались в США. Оставшиеся танки голландского заказа (главным образом CTMS-1TB1) поставлялись по ленд-лизу различным латиноамериканским государствам (12 — в Эквадор, 8 — на Кубу, 6 — в Гватемалу, 4 — в Мексику).

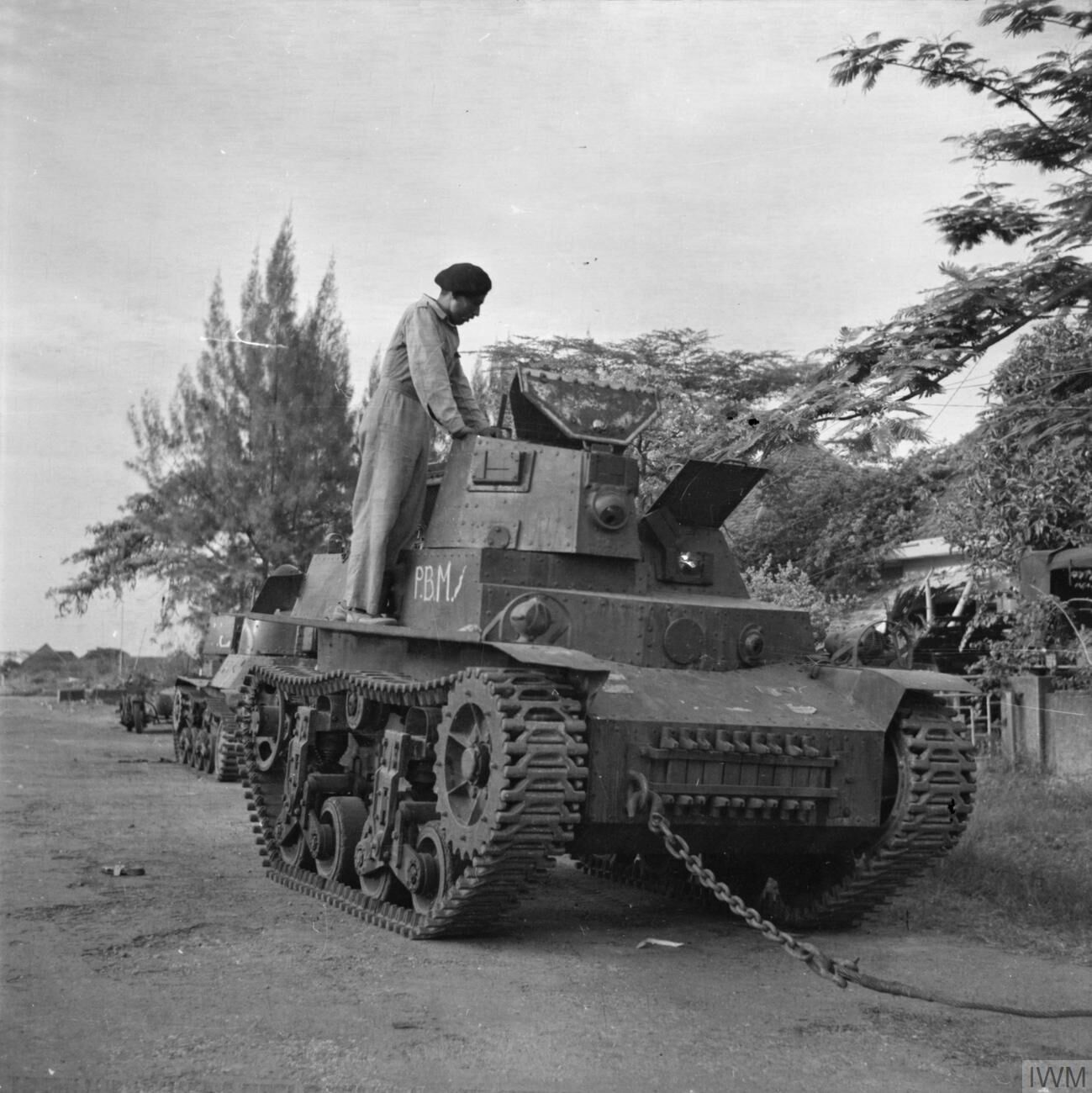
Британский танкист осматривает танк CTLS-4, захваченный у индонезийцев в ходе боёв за Сурабаю (1945)
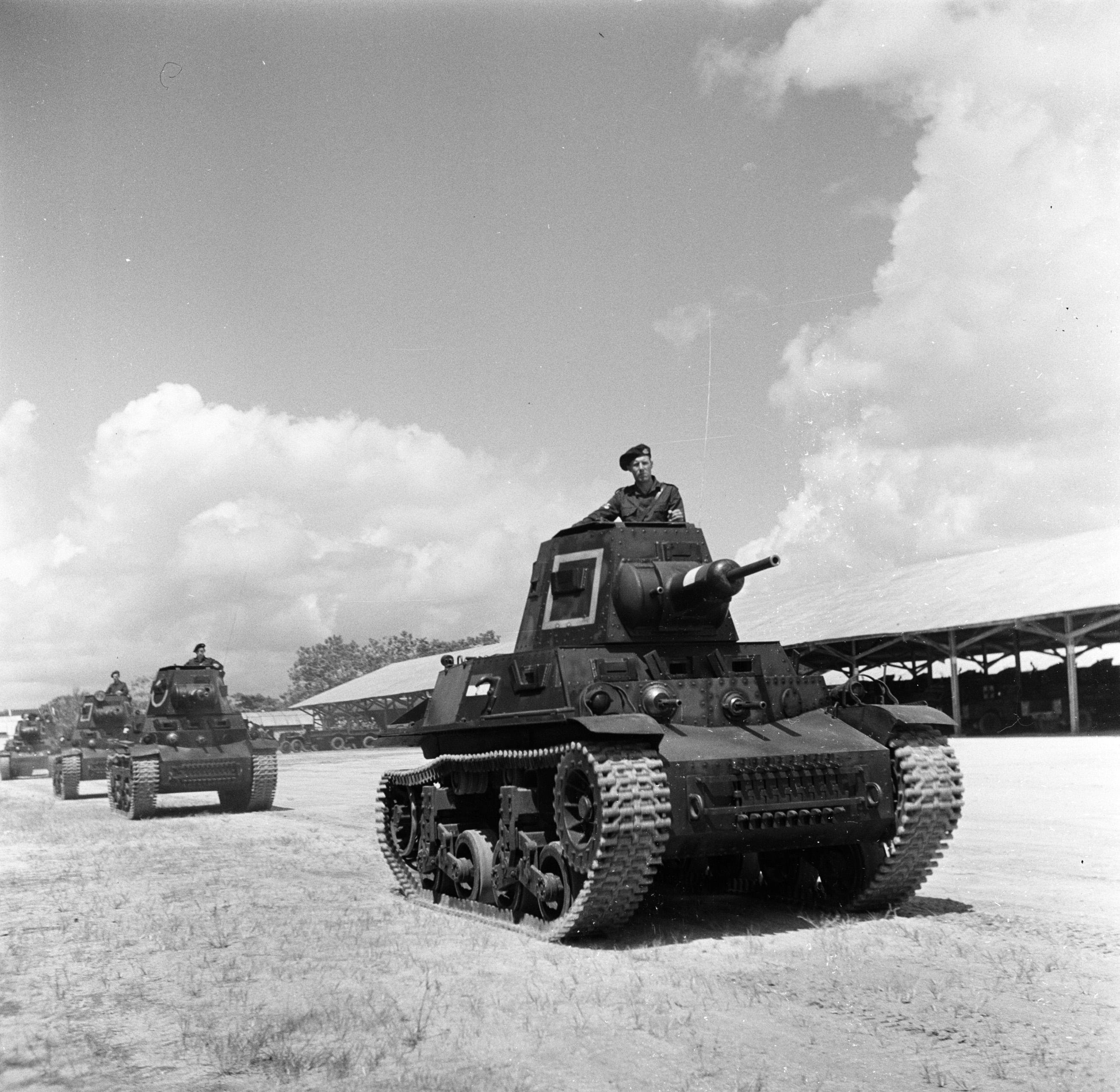
Танк CTMS-1TB1 в Парамарибо, Голландская Гвиана (1947)
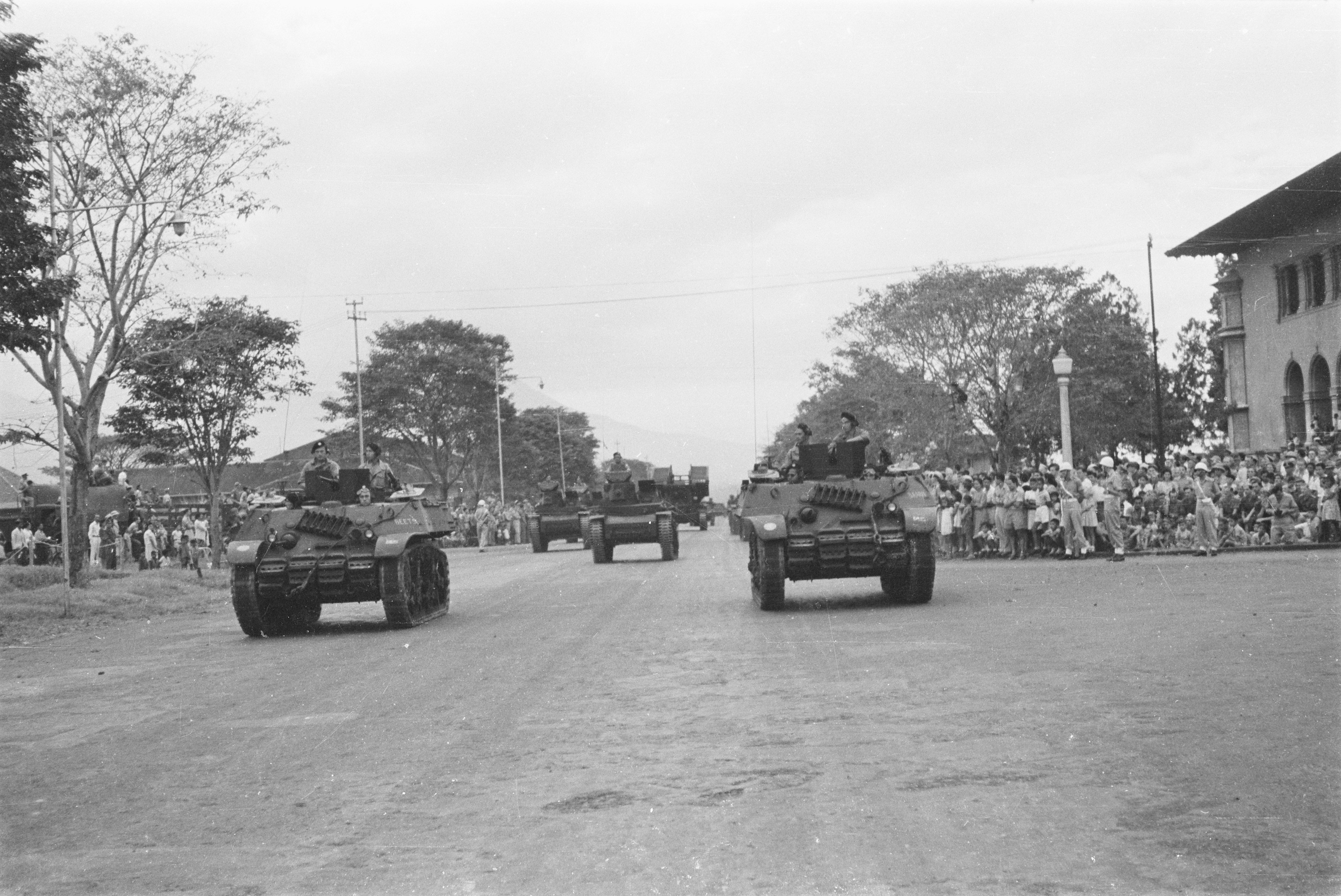
Эскадрон боевых машин KNIL (Eskadron Vechtwagens KNIL) на параде в Бадунге; в центре — два CLTS-4 (1947)
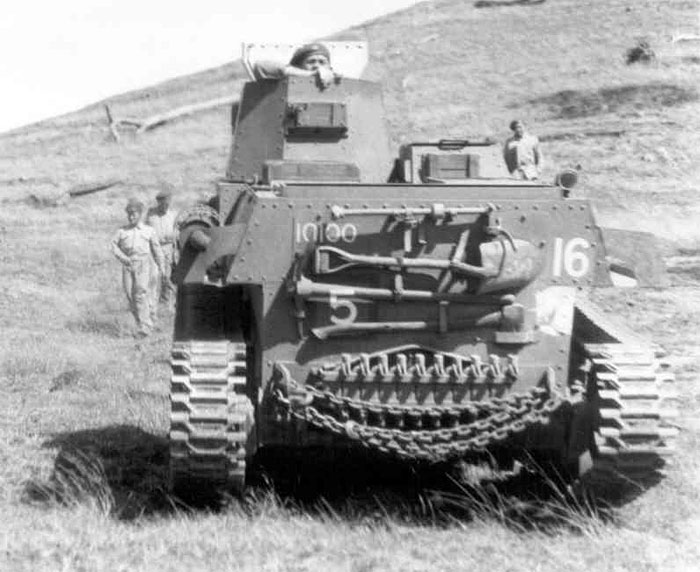
Танк Marmon Herrington CTLS-4 в австралийской армии (1943)

## Описание конструкции

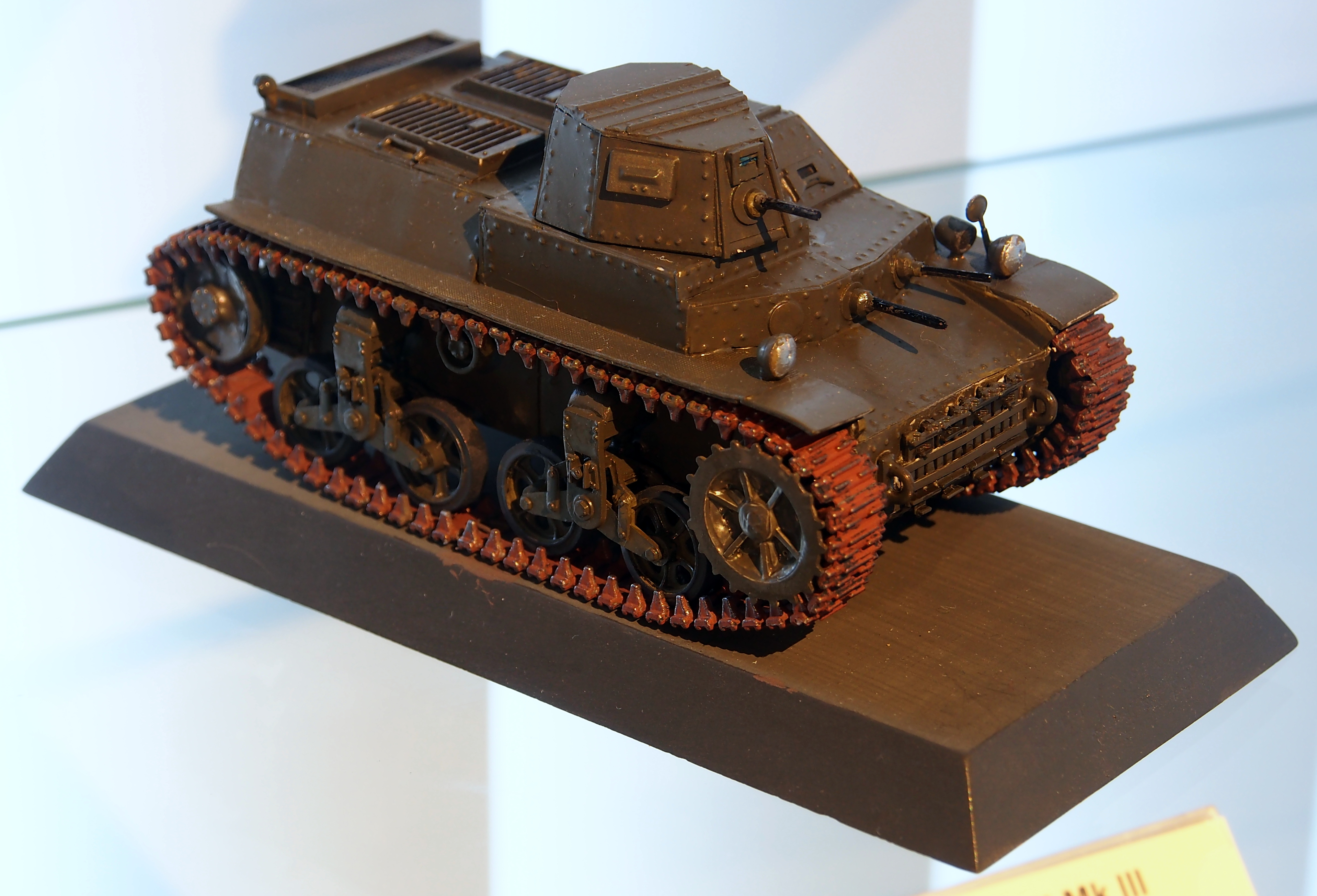
Модель танка Marmon-Herrington CTLS-4. Музей голландской кавалерии, Амерсфорт, Нидерланды

Marmon-Herrington CTLS был танком классической компоновки с расположением двигательной установки и трансмиссии в задней части корпуса, а боевого отделения — в середине. Его экипаж состоял из двух человек. В передней части корпуса находилось отделение управления с механиком-водителем. В средней части корпуса было расположено боевое отделение с башней, в которой находился стрелок. Бронирование танка было противопульным с толщиной брони до 12,7 мм. Модели CTLS-4TAC и CTLS-4TAY были вооружены двумя пулемётами Браунинг M1919 калибра 7,62 мм в корпусе, а также одним пулемётом M2 Браунинг калибра 12,7 мм в башне.
Танк имел ширину 2,08 м, длину 3,51 м и высоту 2,11 м. Он весил 4300 кг и был оснащён 6-цилиндровым бензиновым двигателем Lincoln V-12 Hercules мощностью 120 л. с. Танк был способен развивать скорость до 53 км/ч и имел запас хода в 201 км.
Наиболее распространёнными моделями танка были Marmon-Herrington CTLS-4TAC и CTLS-4TAY. Они отличались тем, что CTLS-4TAC имел башню, смещённую к левому борту, а CTLS-4TAY — смещённую к правому борту. Дело в том, что угол горизонтального наведения башенного пулемёта составлял 240° (мешала рубка механика-водителя). Поэтому были созданы две модификации, обеспечивающие круговой обстрел при работе в паре.

### Модификации
- CTL-1 — прототип, выпущен в 1935 году[2]; 5 танков было продано Ирану[5].
- CTL-2 — прототип, выпущен в 1936 году[2].
- CTL-3 — заказ для Корпуса морской пехоты США; с июня 1936 по февраль 1937 года выпущено 5 машин[11].
- CTL-3А — заказ для Корпуса морской пехоты США; в 1939 году выпущено 5 машин. Позже были модернизированы, включая CTL-3, и получили обозначение CTL-3М[11].
- CTL-6 — заказ для Корпуса морской пехоты США; в 1941 году выпущено 20 машин[1].
- CTM-3TBD — заказ для Корпуса морской пехоты США; в конце 1941 — начале 1942 года выпущено 5 машин[1].
- CTVL — экспортный вариант для Мексики; прототип построен в 1937 году, серийная партия из 5 машин — в 1938[6].
- CTLS-4TAC, CTLS-4TAY — заказ Нидерландов; в 1941—1942 годах изготовлено 234 машины. Часть была отправлена в Голландскую Ост-Индию (большинство в результате оказались в Австралии), а часть — в Голландскую Гвиану. Кроме того, в 1942 году для Китая было собрано 240 танков, но все остались в США[9].
- CTMS-1TB1 — заказ Нидерландов; в 1941—1942 годах изготовлено 194 машины, из которых заказчику было отправлено только 26. Кроме того, 30 танков были поставлены по ленд-лизу (Эквадору — 12, Кубе — 8, Гватемале — 6, Мексике — 4)[6].
- MTLS-1G14 — заказ Нидерландов; в 1942—1943 годах изготовлено 125 машин, из которых заказчику было отправлено только 20[12].